# Беренгария Португалска
Беренгария Португалска е португалска инфанта и датска кралица – втора съпруга на датския крал Валдемар II.

## Биография

### Произход
Родена е в началото на 90-те години на 12 век. Тя е пета дъщеря на португалския крал Саншу I и на арагонската инфанта Дулсе Арагонска. Майка ѝ умира през 1198 г., а баща ѝ през 1212 г.

### Кралица на Дания
През 1214 г. инфантата се омъжва за овдовелия датски крал Валдемар II, на когото е представена от сестра му – френската кралица Ингеборг, съпруга на френския крал Филип II, който е братовчед на Беренгария. Това става по време на престоя на Беренгария във френския кралски двор, където тя и брат ѝ Фердинанд пристигат през 1211 г.
За седем години брак Валдемар II и Беренгария се сдобиват с четири деца:
- Ерик IV (1216 – 1250), крал на Дания (1241 – 1250);
- София Датска (1217 – 1247), омъжена за маркграфа на Бранденбург Йохан I;
- Абел (1218 – 1252), крал на Дания (1250 – 1252);
- Кристофър I (1219 – 1259), крал на Дания (1252 – 1259).[2]

За разлика от своята предшественица Дагмар – първата съпруга на Валдемар II – Беренгария не успява да стане популярна сред датчаните. Със своите руси коси и светли черти, типични за скандинавците, още приживе Дагмар става изключително популярна сред датчаните. За разлика от нея Беренгария е описвана като тъмноока красавица с гарваново черни коси. И двете съпруги на краля обаче оставят важна следа в датския фолклор – първата като еталон за добра и примерна съпруга, а втората – като пример за надменна красавица. Във фолклорните си песни датският народ обвинява Беренгария за увеличението на данъците, което в действителност Валдемар II предприема заради войните, които води. Въпреки това се знае, че Беренгария е била щедра дарителка на много църкви и манастири. Тя е и първата датска кралица, носила собствена корона, което се потвърждава от описа на вещите ѝ, направен през 1225 г.

### Смърт
Беренгария умира по време на раждане и е погребана в църквата „Санкт Бендт“ в Рингстед, от едната страна на Валдемар. През 1885 г. гробницата ѝ е отворена, а намерените там останки – дебела плитка коса, череп с изключително фини черти и фино оформени кости на тялото – потвърждават легендите за необикновената красота на португалката. По модела на черепа ѝ е направен портрет, който се опитва да представи начина, по който Беренгария е изглеждала преди смъртта си.